# نيجنيايا تورا
نيجنيايا تورا (بالروسية: Нижняя Тура) هي إحدى مدن روسيا في الكيان الفدرالي الروسي سفيردلوفسك أوبلاست.